# Chełm
Chełm (ukránul Холм – Holm) – város Lengyelország Lublini vajdaságának keleti részén, a Chełmi járás székhelye. 1975–1999 között vajdasági székhely volt. Lublintól 70 km-re keletre fekszik, az ukrán határ közelében (24 km-re a dorohuski határátkelőtől) az Uherka-patak partján. 2005-ben 72,6 ezer lakosa volt, közigazgatási területe 36,3 km².

## Történelme
A mai város területén már a 9. században földvárral megerősített szláv település állt. Nevét valószínűleg a ma a város közepén emelkedő dombról (holm) kapta. A lengyán törzs által lakott település 981-ben a Kijevi Rusz része lett. A legendák szerint I. Vlagyimir kijevi nagyfejedelem építtette első kőerődítményét 1001-ben. 1018–1031 között a lengyelek foglalták el, de később visszatért a keleti szláv fejedelemséghez. 1235-ben Danyiil Romanovics halicsi fejedelem ide helyezte át székhelyét, ekkor kapott városi jogokat, majd 5 évvel később ortodox püspökségi székhely is lett. Új várat is építettek ekkor. A 14. század elején kis ideig önálló fejedelemség is volt, 1366-ban azonban véglegesen Lengyelországhoz került. 1392-ben a magdeburgi városjogokat is megkapta. A 15–16. században élte fénykorát, mint kereskedelmi és kulturális központ, a 17. században a háborúk miatt hanyatlásnak indult. A 18. században újra fejlődésnek indult, 1794-ben vajdasági székhely is lett. Ugyanebben az évben a város lakói csatlakoztak a Kościuszko-felkeléshez. A chełmi csatában (1794. június 8.) azonban a felkelők vereséget szenvedtek Otto Derfelden cári tábornok seregétől és a következő évben a várost a Habsburg Birodalomhoz csatolták. A napóleoni háborúk során (1806-ban) a Varsói Hercegség része lett, majd 1815-ben a Kongresszusi Lengyelországgal együtt a cári Oroszországhoz került. A 19. században központi szerepköreinek nagy részét Lublin vette át, Chełm garnizonvárossá vált. 1866-ban épült meg a várost Lublinnal és Kijevvel összekötő vasútvonal. 1912-ben kormányzósági székhely lett, 1918-ban Lengyelország része lett. A német megszállás (1939–1944) alatt a város zsidó lakosságát a közeli sobibóri koncentrációs táborba hurcolták. 1944. július 22-én itt alakult meg a Lengyel Nemzeti Felszabadítási Bizottság, a háború utáni Lengyelország első kormánya, mely itt tette közzé a júliusi kiáltványt. 1974-ben 46 ezer lakosa volt. 

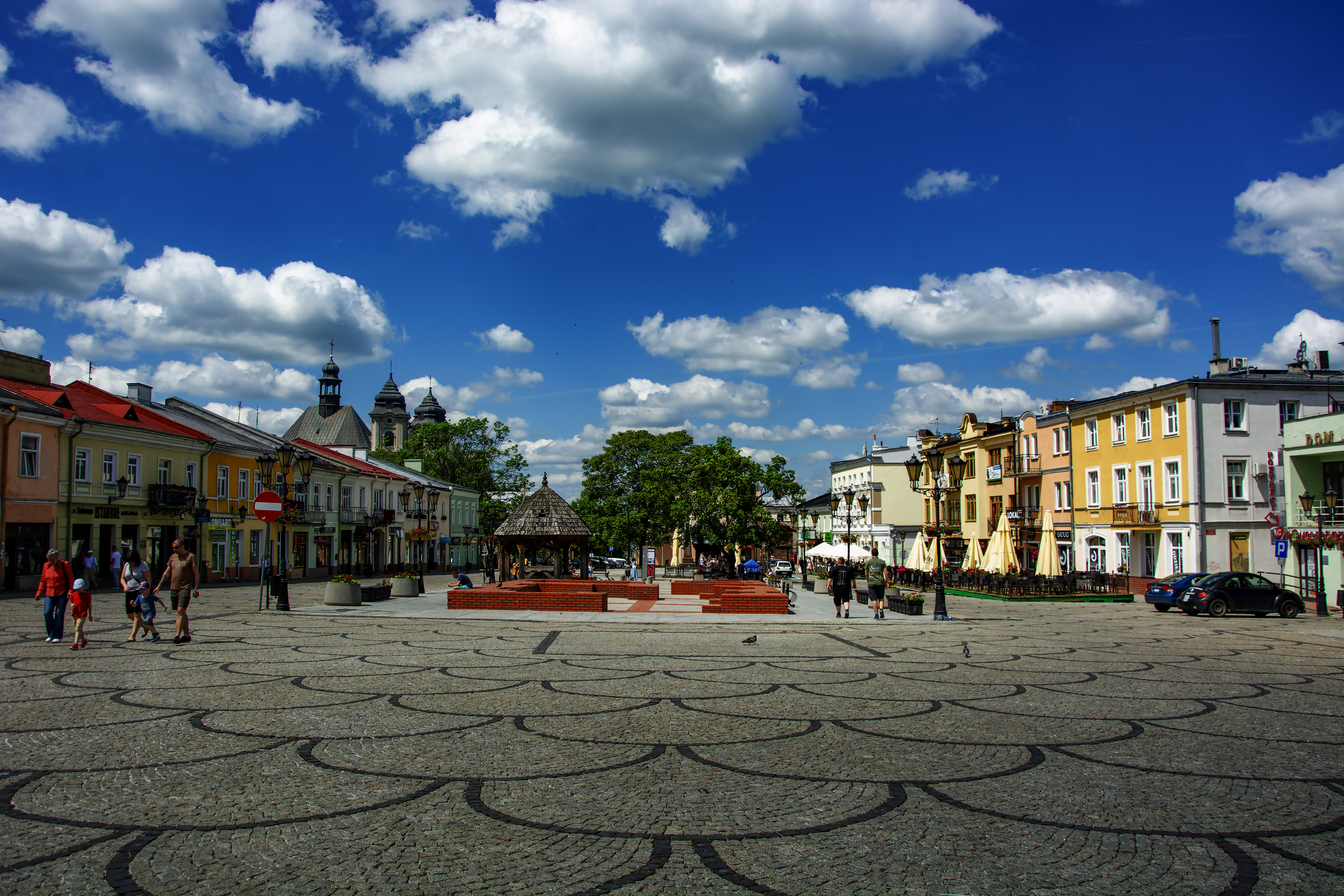
Belvárosi utcakép

## Gazdasága
A korábban főként kereskedelemmel foglalkozó várost a szocializmus idején iparosították. Fő ipari üzemei: cementgyár, cipőgyár (ESCOTT), tejfeldolgozó üzem (Biomlek), üveggyár (Marta II.), bútorgyár (Meblotap). Vasútállomás a Lublin–Kovel vonalon, leágazás Włodawa felé.

## Nevezetességei

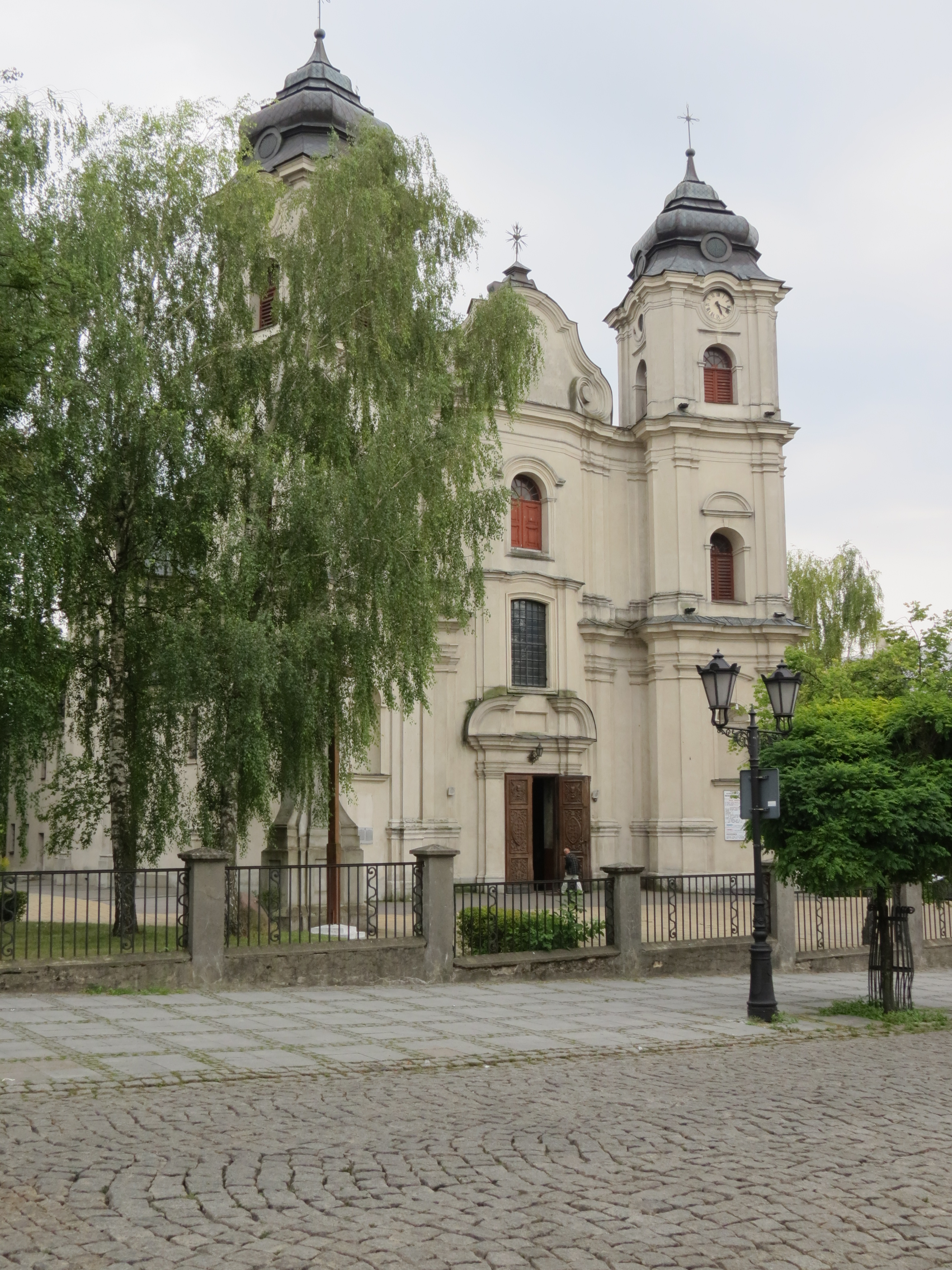
Az Apostolok Szétküldése-templom

- A város központjában álló Várhegyen (Grodzisko) áll a középkori eredetű, barokk stílusú Istenanya születése-bazilika (1736–1757). A domb tetején levő egyházi műemlékegyüttes részei még a különálló harangtorony (1878), a püspöki palota (1711-1730), és az Uściługi-kapu (1616).
- A belváros legértékesebb műemléke a barokk stílusban 1753–1763 között épült Apostolok Szétküldése-templom (Kościół pw. Rozesłania św. Apostołów).
- Szent Miklós-templom – 15. századi eredetű, mai formáját 1721–1727 között nyerte el.
- Szent András-templom – 1737–1750 között épült, egy időben ortodox, majd református templom volt.
- A város zsidósághoz kapcsolódó műemlékek a Kis- és Régi-Zsinagóga valamint a zsidó temető.

## Híres szülöttei
- Mihajlo Hrusevszkij (1866-1934) ukrán politikus, az Ukrán Népköztársaság elnöke itt született.

## Testvérvárosai
- Knoxville, Tennessee, USA
- Kovel, Ukrajna
- Morlaix, Franciaország
- Sindelfingen, Németország
- Utena, Litvánia